# Conferencia de paz de Niagara Falls

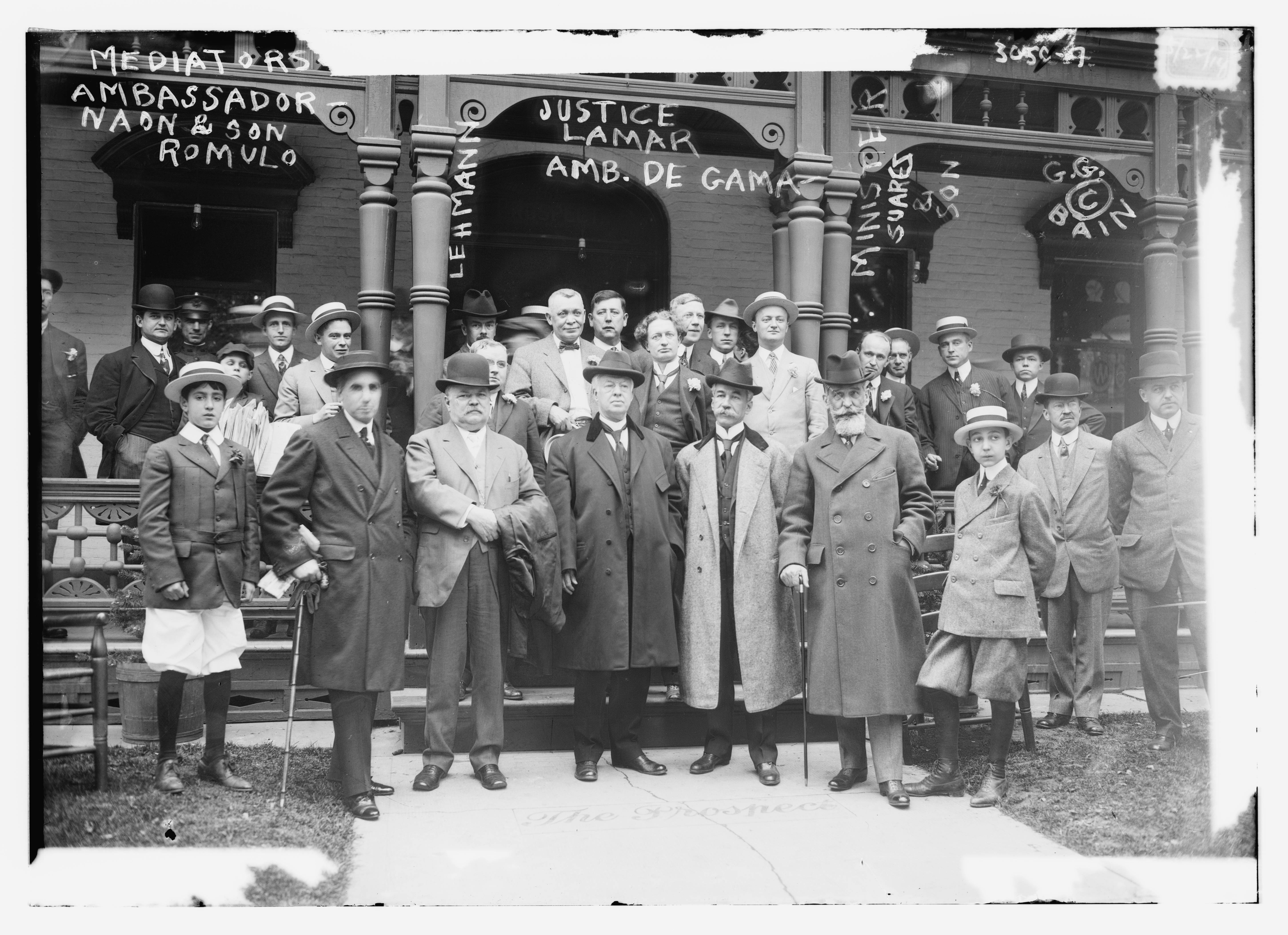
Rómulo Sebastián Naón y su hijo Rómulo Sebastián Naón, Jr., Frederick William Lehmann, Joseph Rucker Lamar, Domício da Gama, Eduardo Suárez Mujica y su hijo en Niagara Falls en 1914

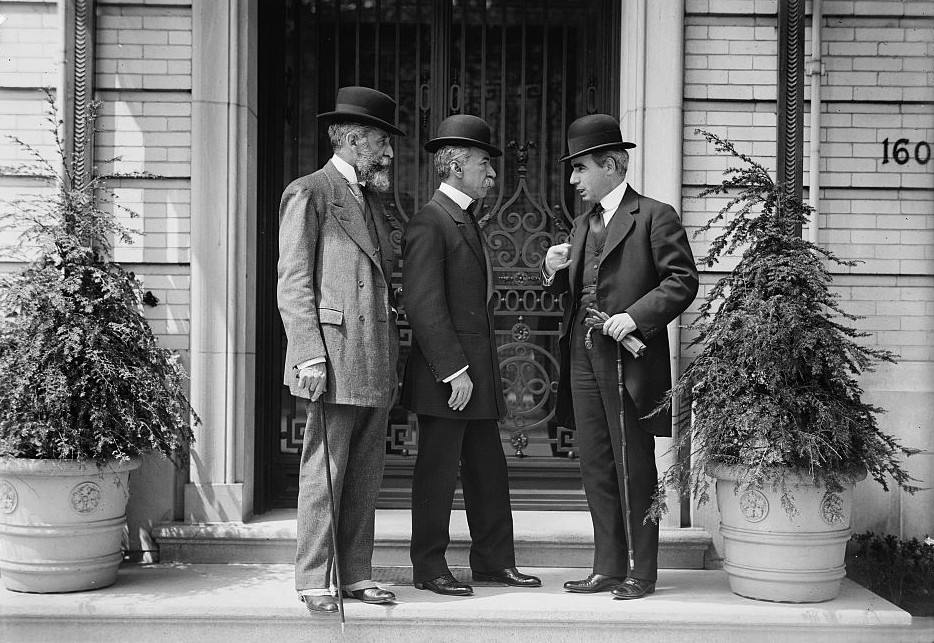
Eduardo Suárez Mujica, Domício da Gama y Romulo S. Naon en la conferencia de paz de Niagara Falls en 1914

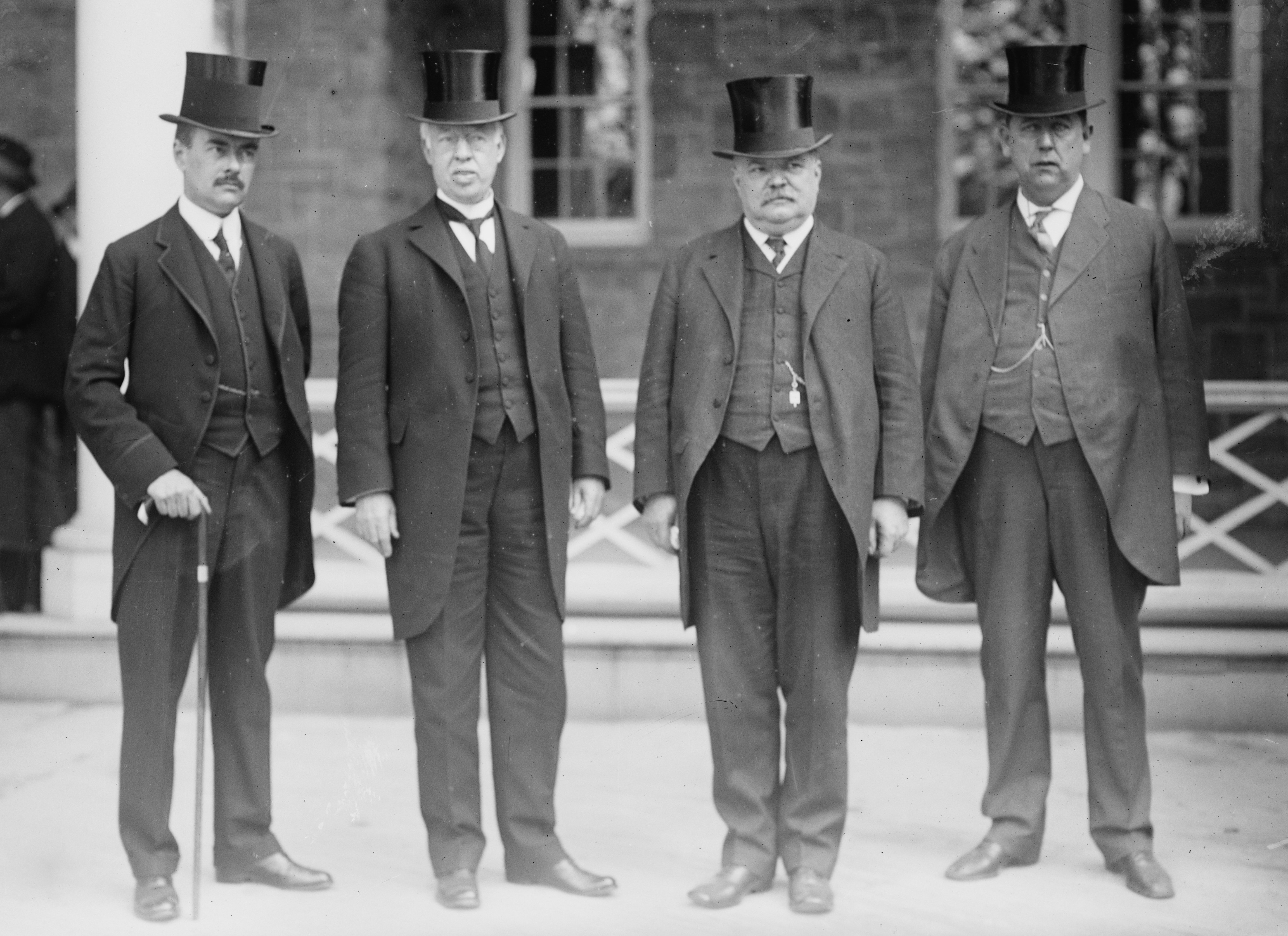
Henry Percival Dodge, Joseph Rucker Lamar, Frederick William Lehmann, y Robert F. Rose en la Conferencia de paz de Niagara Falls.

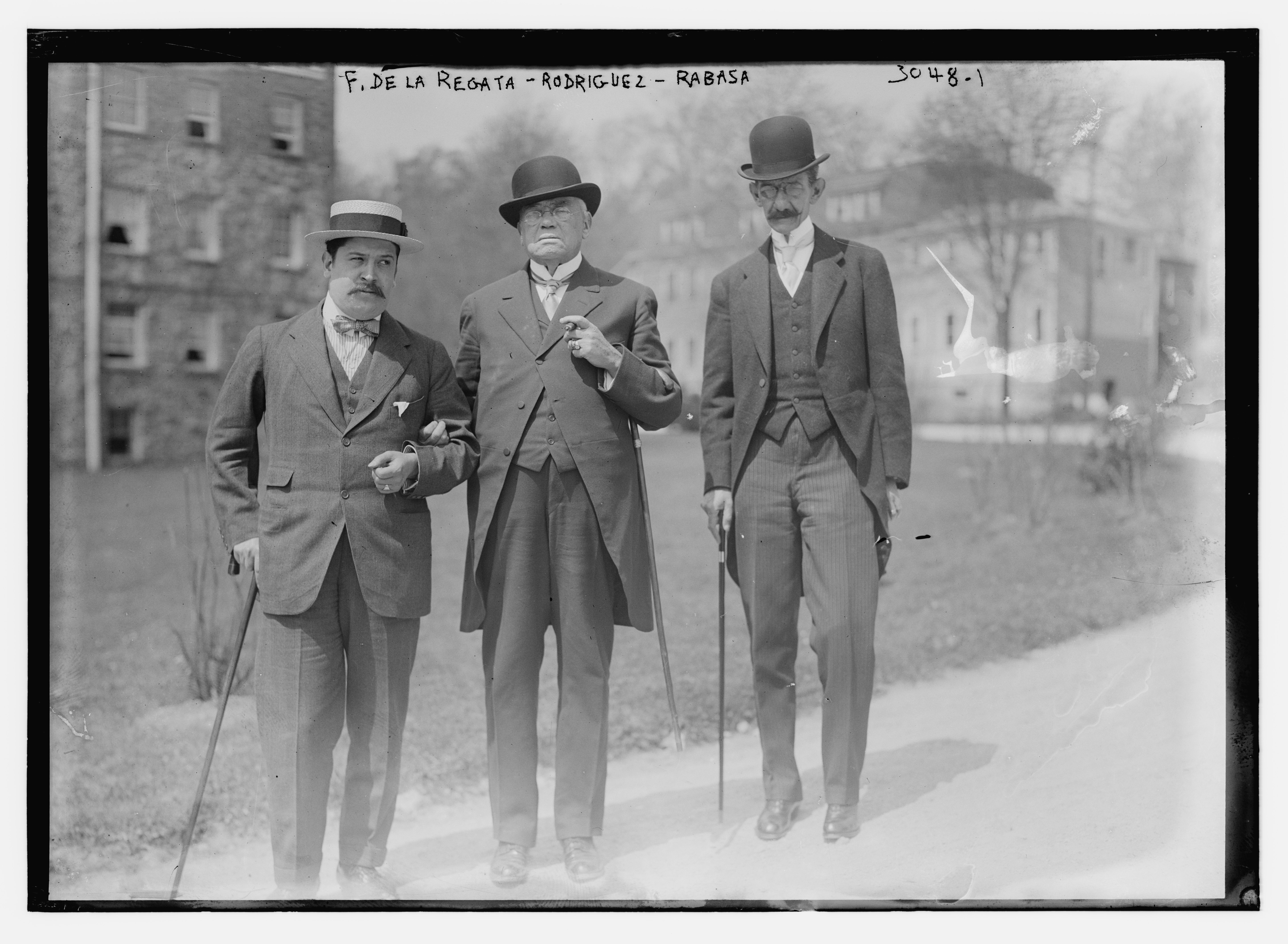
Miguel Fernández de la Regata, Emilio Rabasa y Agustín Rodríguez en la Conferencia de paz de Niagara Falls de 1914.

La Conferencia de paz de Niagara Falls, también conocida como la Conferencia ABC, comenzó el 20 de mayo de 1914, cuando representantes de Argentina, Brasil y Chile -Pacto ABC- se reunieron en Niagara Falls, Canadá, para sostener negociaciones diplomáticas para prevenir una guerra entre Estados Unidos y México durante la Revolución mexicana.

## Historia
Al incrementarse las tensiones entre México y Estados Unidos por el Incidente de Tampico del 9 de abril de 1914 y la subsecuente Ocupación estadounidense de Veracruz del 21 de abril de 1914, durante la Revolución Mexicana, los gobiernos de dichos países cortaron los canales de comunicación diplomática entre ellos. El ministro de Chile en Washington, Eduardo Suárez Mujica, sin instrucciones de su gobierno, conversó con sus pares de Argentina y Brasil para obtener una mediación. Las cancillerías respectivas aceptaron la proposición y ofrecieron su mediación a los bandos en pugna el 25 de abril.
En la conferencia, Domício da Gama representó a Brasil, Rómulo Sebastían Naón fue representante de Argentina y Eduardo Suárez Mujica representó a Chile.
Estados Unidos fue representado por Frederick William Lehman, ex Procurador general de los Estados Unidos y Joseph Rucker Lamar, Juez asociado de la Corte Suprema de los Estados Unidos. El régimen de Victoriano Huerta fue representado por Emilio Rabasa Estebanell, destacado abogado; Agustín Rodríguez Aldunate, rector de la Escuela Libre de Derecho y Luis Elguero, Senador de México. El bando Constitucionalista fue representado por Rafael Zubarán Capmany y Luis Cabrera Lobato.
Se firmaron tres protocolos, por los cuales se establecía un gobierno provisional, el que proclamaría una amnistía a los extranjeros que hubiesen cometidos delitos políticos durante la guerra civil y negociaría la constitución de comisiones internacionales para el arreglo de las reclamaciones de extranjeros por sus perjuicios sufridos durante la guerra. Este gobierno sería reconocido por los Estados Unidos, quien no solicitaría indemnización ni satisfacción alguna.
Los protocolos no se refirieron en parte alguna al problema internacional que causó la mediación, y si bien se evitó una guerra internacional, las tropas estadounidenses se mantendrían por largo tiempo en territorio mexicano.
El 27 de mayo de 1914, para celebrar el éxito de la conferencia, los delegados ABC y sus contrapartes de México y Estados Unidos atendieron a una celebración auspiciada por el Duque de Connaught, Gobernador general de Canadá en el Hotel King Edward en Toronto.
El 4 de marzo de 1915, los tres diplomáticos sudamericanos recibieron las Gracias del Congreso y la Medalla de Oro del Congreso de los Estados Unidos (P.L. 63-75, 38 Stat. 1228).

## Participantes
- Henry Percival Dodge, estadounidense.
- Frederick William Lehmann, estadounidense.[5]
- Robert F. Rose, estadounidense del Departamento de Estado de los Estados Unidos.
- Joseph Rucker Lamar, estadounidense.[5]
- Emilio Rabasa, mexicano en representación del régimen de Victoriano Huerta.
- Agustín Rodríguez, mexicano en representación del régimen de Victoriano Huerta.
- Luis Elguero, mexicano en representación del régimen de Victoriano Huerta.
- Miguel Fernández de la Regata, mexicano en representación del régimen de Victoriano Huerta.
- Luis Cabrera Lobato, mexicano en representación del bando Constitucionalista.
- Rafael Zubarán Capmany, mexicano en representación del bando Constitucionalista.
- Rómulo Sebastián Naón, Argentina.
- Domício da Gama, Brasil.
- Eduardo Suárez Mujica, Chile.

## Imágenes

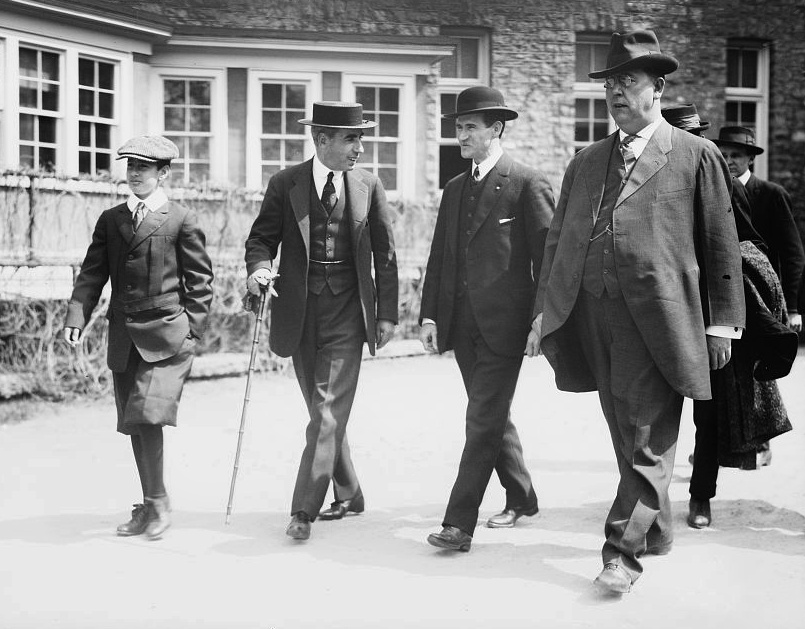
Romulo S. Naon de Argentina y Robert F. Rose en la Conferencia ABC
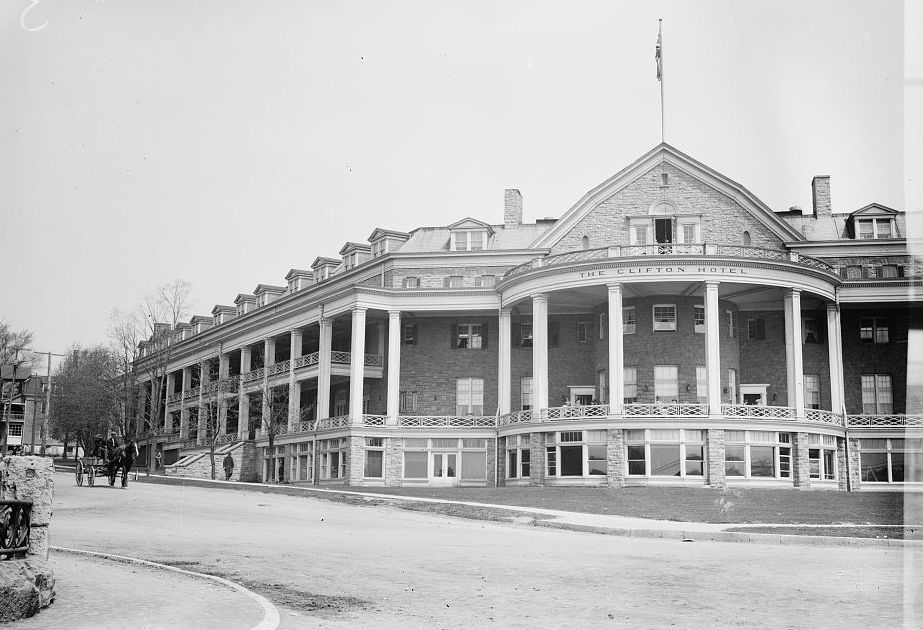
Hotel Clifton, en la Conferencia ABC